# Eduardo Neri
Eduardo Neri är en kommun i Mexiko.   Den ligger i delstaten Guerrero, i den södra delen av landet, 190 km söder om huvudstaden Mexico City. Arean är 1 290 kvadratkilometer.
Terrängen i Eduardo Neri är bergig västerut, men österut är den kuperad.
Följande samhällen finns i Eduardo Neri:
- Zumpango del Río
- Huitziltepec
- Mezcala
- Axaxacualco
- Tlanipatla
- Ameyaltepec
- El Palmar
- Papalotepec
- La Laguna
- Tepehuaje